# Изотов, Никита Алексеевич
Ники́та (Никифор) Алексе́евич Изо́тов (27 января [9 февраля] 1902, Малая Драгунская, Орловская губерния — 14 января 1951, Енакиево, Сталинская область) — советский рабочий-шахтёр, инициатор Изотовского движения по массовому обучению молодых рабочих кадровыми рабочими, один из зачинателей Стахановского движения.

## Биография
Родился 27 января (9 февраля) 1902 года в деревне Малая Драгунка Кромский уезд, Орловская губерния, Российская империя (ныне в Кромском районе) в крестьянской семье. Настоящее имя — Никифор, Никитой стал в 1935 году после газетной опечатки.
С 1914 года работал подсобным рабочим брикетной фабрики в Горловке, потом — кочегаром «Корсуньской копи № 1» — будущей шахты «Кочегарка», участник восстановления шахты после гражданской войны.
Работая забойщиком шахты № 1 «Кочегарка» (Горловка), добивался высокой производительности труда, неизменно выполняя по 3—4 нормы. В 1932 году забойщик шахты № 1 «Kочегарка» (Горловка) Никита Алексеевич Изотов добился небывалой выработки, выполнив план угледобычи в январе на 562 %, в мае — на 558 %, а в июне — на 2000 % (607 тонн за 6 часов). Простой по своей сути метод Изотова основан на тщательном изучении угольного пласта, умении быстро производить крепление горных выработок, чёткой организации труда, содержании в порядке инструмента.
В местной прессе публикуются заметки, в которых он критикует лодырей и убеждает всех забойщиков Горловской шахты № 1 в том, что «каждый может дать столько же угля». 11 мая 1932 года выступил в газете «Правда» со статьей о своём опыте, положившем начало изотовскому движению.
B конце декабря 1932 года для обучения передовому опыту на шахте «Kочегарка» была организована первая изотовская школа. Hепосредственно на рабочем месте Изотов проводил инструктажи, показывал шахтёрам приёмы высокопроизводительного труда.

«Никакого тут „секрета“ нет. Каждый забойщик может достигнуть успехов. Я стараюсь заполнить, уплотнить свой рабочий день, не растрачивать время, дорогое и для меня, и для государства. Если на нашей шахте и на всех шахтах каждый забойщик полностью использует своё рабочее время, он сделает намного больше, чем делает теперь, и наша страна получит дополнительные тысячи тонн угля»— Н. А. Изотов
Н. А. Изотов возглавил борьбу по ликвидации обезлички в обслуживании шахтных механизмов, принял активное участие в организации «Всесоюзного соревнования шахт», вызвался за механизацию угледобычи.
В 1933 году организовал на шахте участок — школу для повышения квалификации молодых забойщиков посредством инструктажа на рабочем месте. «Изотовские» школы получили широкое распространение по всей стране.
С 1934 года руководил угольными трестами и комбинатами в Донбассе.
В первые дни возникновения стахановского движения Н. А. Изотов (11 сентября 1935 года) выполнил за смену более 30 норм, добыв 240 тонн угля. 1 февраля 1936 года он установил новый мировой рекорд — 607 тонн угля за 6 часов работы. В 1935—1937 годах Н. А. Изотов учился в Промышленной академии в Москве.
Член ВКП(б) с 1936 года.
С конца 1937 года работал на руководящих постах в угольной промышленности (22 сентября 1937 года назначен управляющим трестом «Шахтантрацит»). На 18-м съезде КПСС (1939 год) был избран членом Центральной ревизионной комиссии. Депутат Верховного Совета СССР 1-го созыва.
В 1942—1943 годах работал на Урале и Восточной Сибири, в 1945—1946 годах — управляющий Хацапетовским шахтоуправлением комбината «Артёмуголь», с 1946 года — начальник шахтоуправления № 2 треста «Орджоникидзеуголь» (Енакиево).
Умер 14 января 1951 года в городе Енакиево (Донецкая область) от сердечного приступа.

## Награды
- дважды Орден Ленина;
- Орден Трудового Красного Знамени;
- Орден «Знак Почёта»;
- медали.

## Память
- В честь Никиты Изотова была переименована шахта «Никитовка» (Гигант).
- Изотово — микрорайон, прилегающий к одноимённой шахте.
- Ул. Изотова, где в Горловке жил Никита Алексеевич.
- Площадь им. Изотова перед Дворцом культуры им. Ленина, на которой установлен памятник заслуженному шахтёру (памятник Изотову — первый памятник конкретному рабочему человеку).
- Переходящий приз имени Изотова для коллективов трудящихся шахт-победителей соревнования за достижение наивысшей производительности труда.